# Maggie Moore(s)
Maggie Moore(s) ist ein Thriller von John Slattery. In der schwarzen Komödie muss ein von Jon Hamm gespielter Polizeichef in zwei in kurzem zeitlichen Abstand erfolgten Morden an Frauen mit demselben Namen ermitteln. Der Film feierte im Juni 2023 beim Tribeca Film Festival seine Premiere und kam kurz später in ausgewählte US-Kinos.

## Handlung
Jordan Sanders, der Polizeichef einer kleinen Stadt in der Wüste von New Mexico, muss sich in kurzem zeitlichen Abstand mit den Morden an zwei Frauen beschäftigen, die beide den gleichen Namen tragen: Maggie Moore.

## Produktion

### Filmstab und Besetzung
Regie führte John Slattery. Es handelt sich nach dem Film Leben und Sterben in God’s Pocket von 2014 um die zweite Regiearbeit des Schauspielers. Das Drehbuch schrieb Paul Bernbaum, der insbesondere in den 1990er Jahren an einer Reihe von Filmkomödien beteiligt war.
Jon Hamm spielt in der Hauptrolle den Polizeichef der kleinen Wüstenstadt namens Jordan Sanders. Der Regisseur und er arbeiteten in der Vergangenheit bereits als Schauspieler zusammen. In der Fernsehserie Mad Men spielte Slattery den Werbeagentur-Mitbesitzer und Lebemann Roger Sterling, während Hamm in der Hauptrolle als Richard „Dick“ Whitman zu sehen war. Mit Tina Fey, die in der Rolle von Rita Grace zu sehen ist, die neugierige Nachbarin einer der toten Maggies, spielte Hamm bereits in der Fernsehserie 30 Rock. Micah Stock spielt Jay Moore, den Ehemann der getöteten Maggie, zwischen denen Rita zuvor einen Streit beobachtet hatte. Nick Mohammed, mit dem Hamm für Ted Lasso vor der Kamera stand, spielt seinen Kollegen, der gemeinsam mit ihm die Verbrechen aufzuklären versucht.

### Dreharbeiten und Filmmusik
Die Dreharbeiten fanden im Oktober und November 2021 in New Mexico statt, unter anderem in Albuquerque. Als Kameramann fungierte W. Mott Hupfel III. Als Filmeditor holte Slattery den für eine Vielzahl von Hollywood-Filme tätigen Tom McArdle ins Boot.
Die Filmmusik komponierte der Cellist und Singer-Songwriter Ben Sollee, der zuletzt für das Filmdrama Abseits des Lebens von Robin Wright und Stay Awake von Jamie Sisley tätig war. Das Soundtrack-Album mit insgesamt 21 Musikstücken wurde im Oktober 2023 von Atlantic Screen Music / Filmtrax als Download veröffentlicht.

### Marketing und Veröffentlichung
Die Rechte an Maggie Moore(s) sicherte sich Screen Media. Der erste Trailer wurde Ende April 2023 vorgestellt. Die Premiere des Films erfolgte am 12. Juni 2023 beim Tribeca Film Festival, wo er in der Sektion Spotlight Narrative gezeigt wird. Am 16. Juni 2023 kam der Film in ausgewählten US-Kinos heraus. Am gleichen Tag wurde der Film als Video-on-Demand angeboten.

## Rezeption
Die Kritiken waren gemischt.